# Basilica di San Nicolò (Trapani)
La basilica di San Nicolò è un luogo di culto cattolico di Trapani. La protobasilica è ubicata in via Carreca e via Barone Sieri Pepoli, nell'omonimo quartiere in prossimità del Lungomare Dante Alighieri e la centralissima via Garibaldi, la ex Rua Nuova.

## Storia

### Epoca bizantina
L'impianto originario risale al 536 quando Belisario, regnante Giustiniano, lo fece costruire come luogo di culto cristiano di rito greco dedicato all'Ascensione di Nostro Signore, verosimilmente sull'area corrispondente all'antico tempio pagano. Recenti ritrovamenti archeologici identificano l'area del santuario dedicato a Nettuno. Il tempio paleocristiano in seguito fu ridedicato a Santa Maria dei Greci.

### Epoca aragonese
La famiglia Chiaramonte la modificò e restaurò nel XIV secolo dedicandolo a San Nicola, quale cappella palatina del palazzo nobiliare immediatamente adiacente.
Dopo la confisca dei beni ad Andrea Chiaramonte, nell'ambito delle annose diatribe tra fazione latina e catalana, la cappella fu concessa alla città.

### Epoca spagnola
Carlo V d'Asburgo reduce dalla campagna di Tunisi del 1535, durante il suo soggiorno trapanese, fu ospite nel palazzo appartenuto ai Chiaramonte. L'imperatore donò al tempio una conca in marmo, manufatto facente parte del bottino di guerra, opera in seguito utilizzata come fonte battesimale.
Nel 1558 la chiesa fu fregiata del titolo di protobasilica.
Il 5 aprile 1564 all'interno del tempio fu temporaneamente custodita la statua originale raffigurante la Madonna di Trapani per proteggerla dalle continue scorrerie pirata e corsare che imperversavano nel Tirreno e nell'intero bacino del Mediterraneo.
Nel 1620 il tempio assume il titolo di chiesa madre cittadina.

### Epoca borbonica
Già fregiata del titolo di basilica, la chiesa è eretta a collegiata nel 1736. Nel 1749 l'architetto Giovanni Biagio Amico apportò sostanziali modifiche.
- 1792, Solenne consacrazione presieduta da Berengario Gabriele Gravina, vescovo di Flaviade.

Nel 1844 la chiesa insieme alla collegiata di San Pietro e quella di San Lorenzo, fu candidata per la nomina a rango di cattedrale. Dal XVII secolo al 1844 si susseguirono numerose petizioni per la (ri)costituzione della sede vescovile Drepanensis. In effetti già in epoca aragonese (1496) erano state rivolte suppliche al sovrano e al pontefice affinché provvedessero alla agognata concessione. Istituzione ostacolata dalla diocesi di Mazara del Vallo, mal disposta a cedere parte del territorio sottoposto alla sua giurisdizione ecclesiale, nonché dalle limitate risorse finanziarie a sostenere la nascente istituzione. Fu scartata l'idea di una concattedra da istituirsi presso la protobasilica di San Nicola.
Nel 1844 re Ferdinando II rimosse le cause ostative, pertanto Trapani fu elevata a sede vescovile con la costituzione della diocesi da parte di papa Gregorio XVI, riconosciuta con bolla "Ut animarum Pastores", il tempio di San Lorenzo fu elevato alla dignità di cattedrale ponendo fine all'annosa contesa con la collegiata di San Pietro Apostolo e la protobasilica di San Niccolò.

### Epoca contemporanea
Nel 1968 subì i danni derivanti dal terremoto del Belice.
- 2006. Termine di un lungo ciclo di restauri che hanno coinvolto le strutture e le opere d'arte. Riapertura del tempio alle pratiche di culto.

## Esterno
La facciata intonacata è caratterizzata da nervature verticali costituite da paraste in conci. Presenta come varco d'accesso un portale rivolto ad occidente delimitato da colonne poste su alti plinti che sorreggono un timpano spezzato. Al centro una finestra, chiude la prospettiva una merlatura adibita a cella campanaria.
Sul prospetto meridionale si apre il portale laterale destro anch'esso delimitato da colonne collocate su plinti, arricchite da capitelli, timpano ad arco spezzato decorato da volute a ricciolo, edicola con nicchia intermedia sormontata da timpano ad arco spezzato. All'interno della nicchia è custodito il busto marmoreo raffigurante San Nicola di Bari.
Uno meridionale e uno settentrionale.

## Interno
Impianto basilicale a croce latina ripartito in tre navate per mezzo di pilastri. Undici altari, cinque campate per navata, camminamento sul cornicione. Cupola ad alveoli esagonali.
Controfacciata con organo di Raffaele La Valle. Il primitivo strumento fu decorato e pitturato nel 1617 da Vito Carrera.

### Navata destra
- Prima campata: Battistero. Il fonte battesimale ricavato da un unico blocco in granitello africano, fu portato a Trapani da Tunisi dall'imperatore Carlo V come bottino di guerra. Il sovrano ne avrebbe fatto dono in segno di gratitudine per l'ospitalità ricevuta alla famiglia Sieri, che lo avrebbe successivamente donato alla chiesa. Ambiente delimitato da recinzione in ferro battuto.
- Seconda campata:
- Terza campata: varco laterale. Accesso arricchito da portale marmoreo.
- Quarta campata:
- Quinta campata:

### Navata sinistra
- Prima campata:
- Seconda campata:
- Terza campata: varco laterale. Accesso arricchito da portale marmoreo.
- Quarta campata:
- Quinta campata:

### Transetto
- Braccio destro: Cappella dell'Ascensione. Delimitato da monumenti funebri gentilizi, un altare con grande dipinto ad olio del XVI secolo raffigurante l'Ascensione. Quadro verosimilmente già collocato sull'altare maggiore e rimpiazzato con la scultura marmorea del Gagini. Nell'ambiente è documentato un preesistente dipinto raffigurante San Francesco Saverio.
- Braccio sinistro: Cappella del Santissimo Crocifisso.[4] Crocifisso collocato su dipinto, sulla sopraelevazione della mensa le statue della Vergine Addolorata e di San Giovanni Evangelista, opera di Andrea Tipa. Ai lati, a completamento della rappresentazione del Calvario, le raffigurazioni di Disma e Gesta, malfattori condannati alla crocifissione. Ai lati due sepolture nobiliari, quella prossima all'absidiola è realizzata con un bel sarcofago marmoreo d'epoca imperiale del III secolo recante una raffinata decorazione in altorilievo.[4] Nel 1640 il sarcofago fu adattato a tomba del protonotaro apostolico Paolo Crapanzano.

### Absidiole
Entrambi gli ambienti sono rialzati rispetto al piano di calpestio dell'aula, e delimitati da balaustra marmorea.
- Absidiola destra: Cappella della Madonna di Trapani già Cappella di San Nicola di Bari. Dopo il 1564 la cappella fu dedicata alla Madonna di Trapani. Nella nicchia della sopraelevazione marmorea di stile neoclassico, delimitata da colonne ioniche sormontate da timpano, è custodita una copia lignea della statua raffigurante la Madonna di Trapani. La statua di San Nicola di Bari raffigurato in abiti vescovili, opera di Giacomo Tartaglia, è collocata in un altro ambiente della navata destra.
- Absidiola sinistra: Cappella del Santissimo Sacramento. Al centro della raggiera è collocato il busto dell'Eterno Padre che addita il tabernacolo; attorno, un delicato apparato plastico costituito da cornice, decorazioni e dorature barocche con accenni vagamente rococò. Ai lati quadroni raffiguranti la Raccolta della manna caduta nel deserto e l'Arca del Testamento, opere di Rosario Matera.

### Abside
Presbiterio e catino absidale scandito da paraste. Ambiente rialzato rispetto al piano di calpestio dell'aula.
Sulla parete di fondo della sezione centrale dell'emiciclo è posta la cona, manufatto marmoreo in bassorilievo, raffigurante Gesù Cristo risuscitato ritratto tra San Pietro Apostolo e San Nicola di Bari (originariamente San Paolo), opera di Giacomo Gagini del 1560, proveniente dalla chiesa di San Pietro. In alto stele intermedia sormontata da lunettone delimitata da medaglioni riproducenti l'episodio dell'Annunciazione: Angelo Annunciante e Vergine Annunziata. Scomparti ripartiti da fasce decorate con rilievi a candelabra e pinnacoli. Iscrizione alla base del Risorto: "EGO SUM RESURECTIO ET VITA".
Alle pareti il coro ligneo sovrastato dai dipinti raffiguranti Trionfo di Davide e Trionfo di Giuditta in cornu evangelii, Davide che suona l'arpa davanti a Saullo e Tripudio d'Israele che precede il trasporto dell'Arca in cornu cornu epistulae.

## Sacrestia
- Dipinti raffiguranti i parroci della basilica e il busto marmoreo dell'abate Antonino Fardella, opera di Andrea Tipa.

## Cripta
Ambienti ipogei deputati all'inumazione dei religiosi.
- Catacombe.

## Opere documentate
Navata destra:
- Quadro documentato raffigurante Sant'Anastasio Vescovo, opera di Bernardino la Francesca.
- Quadro documentato raffigurante San Dionigi Aeropagita, opera di Bernardino la Francesca.
- Quadro documentato raffigurante Santa Maria Maddalena de' Pazzi, patrona della Congregazione istituita nello stesso tempio.
- Quadro documentato raffigurante Maria Immacolata ritratta con San Gregorio Taumaturgo, San Vincenzo de' Paoli e San Francesco di Sales.

Navata sinistra:
- Quadro documentato raffigurante Maria Santissima di Trapani ritratta con Sant'Alberto degli Abati.
- Quadro documentato raffigurante Sant'Onofrio Eremita che riceve la comunione da un angelo, opera di Giuseppe Felice.[7]
- Quadro documentato raffigurante il Santissimo Cuore di Gesù ritratto tra la Vergine Maria e San Michele Arcangelo, opera di Rosario Matera.
- Quadro documentato raffigurante, Immacolata Concezione, dipinto del 1726, opera di Mario Giambona documentata nel terzo altare della navata sinistra.

- Quadro documentato raffigurante Maria Addolorata.
- Urna del Cristo Morto.

## Congregazione
- Congregazione di Santa Maria Maddalena de' Pazzi, sodalizio istituito in questo tempio.